# Security Analysis
Security Analysis (letteralmente "Analisi degli strumenti finanziari") è un libro scritto da Benjamin Graham e David Dodd, che ha gettato le basi intellettuali per quello che in seguito sarebbe stato chiamato value investing. La prima edizione fu pubblicata nel 1934, poco dopo il crollo di Wall Street e l'inizio della grande depressione. Nel libro Graham e Dodd coniarono il termine margine di sicurezza.

## Storia
Il lavoro di stesura di Security Analysis iniziò nel 1930, quando Graham e Dodd erano docenti alla Columbia University, e richiese ben quattro anni, venendo pubblicato nel 1934 da McGraw-Hill. Sul New York Times Louis Rich definì il saggio come "il frutto pieno, maturo, scrupoloso e assolutamente meritorio di analisi scientifica e sagacia empirica". Nel 1988, anno in cui morì David Dodd, il libro aveva venduto oltre 250 000 copie.